# Дегтярёв, Владимир Ильич
Владимир Ильич Дегтярёв (1915—2001) — участник Великой Отечественной войны, узник концентрационных лагерей, боец Сопротивления. О нём рассказал польский писатель Игорь Неверли в повести «Парень из Сальских степей» (1947).

## Биография
Родился 13 июля 1915 года в селе Бараники Медвеженского уезда Ставропольской губернии, ныне Сальского района Ростовской области, в крестьянской семье.
Сбежав из родного дома, беспризорничал, попал в детский дом. В 1929—1931 годах воспитывался в Пролетарском детском доме, где получил среднее образование. Затем поступил в Новочеркасский зооветеринарный институт, который окончил в 1938 году и с дипломом ветврача начал трудовую деятельность. Работал на конезаводе № 112 Ессентукского района Ставропольского края главным ветеринарным врачом, затем перешел в Северо-Кавказскую научно-исследовательскую ветеринарную станцию на должность младшего научного сотрудника.
В 1940 году был призван на службу в Красную армию, где застал Великую Отечественную войну. В июле 1941 года попал в окружение и некоторое время находился в плену у немцев, в том числе и в концлагерях. Бежал, организовал партизанский отряд и принимал участив в борьбе польского Сопротивления. 15 апреля 1943 года он был снова схвачен и заключен в гестаповскую тюрьму в городе Ломжа, откуда попал лагерь смерти Майданек. Под лагерным номером 3569 он пробыл там с 20 декабря 1943 года по 14 апреля 1944 года. Затем был переведён в Освенцим, где находился с 14 апреля по 15 августа 1944 года. Затем был лагерь в городе Регенсбург, где 2 мая 1945 года он был освобождён солдатами американской армии. Только 13 июня 1945 года он был отправлен в Лейпциг для передачи советскому командованию.
В 1946 году Владимир Ильич вернулся на родину. Работал ветеринарным врачом в посёлке Цимлянский Ростовской области и в Амвросиевском районе Донецкой области. Защитил диссертацию и получил степень доктора ветеринарных наук. Перед уходом на пенсию занимался преподавательской деятельностью.
Проживал в городе Шахтёрске Донецкой области. Умер 20 ноября 2001 года, похоронен в селе Благодатное Амвросиевского района Донецкой области.
В. И. Дегтярёв был автором произведений:
- Дегтярёв В. И. Побеждая смерть: Воспоминания. — Ростов н/Д: Ростиздат, 1962. — 267 с.
- Дегтярёв В. И. Незабываемые годы. — Сальск: Талер, 2000. — С. 85-86.

## Награды
- Награждён орденами Отечественной войны 1-й и 2-й степени, польским «Партизанским Крестом» и медалями, среди которых медалью «За активное участие в подпольной борьбе с фашистской Германией» на территории Польши.
- Почетный гражданин города Сальска и Сальского района (1995).